# Prison Architect
Prison Architect – gra komputerowa opracowana i wydana przez Introversion Software symulująca budowę i zarządzanie prywatnym więzieniem. Została ona sfinansowana przez crowdfunding i wydana przedpremierowo w wersji alfa 25 września 2012 roku. W przedsprzedaży gra osiągnęła wynik ponad 2 000 000 sprzedanych egzemplarzy, Prison Architect zarobił ponad 10,7 milionów dolarów. Gra Prison Architect wzięła udział w Independent Games Festival w 2012 roku. Gra była dostępna we wczesnym dostępie na platformie Steam i została oficjalnie wydana 6 października 2015 roku.
W 2019 roku firma Paradox Interactive nabyła prawa do gry Prison Architect za utajnioną kwotę.

## Rozgrywka
Prison Architect to gra 2D podobna do takich tytułów jak Theme Park World czy Dungeon Keeper, w której gracz wciela się w naczelnika więzienia. Zadaniem jest budowa więzienia poprzez realizację szeregu zadań i zaspokajanie potrzeb skazanych. Począwszy od budowy murów, dróg czy płotu gracz będzie musiał zadbać o dostęp do wody, prądu czy zaopatrzenie kuchni.
Więźniowie pojawiający się za bramą posiadają indywidualne osobowości i historie. Gracz musi spełniać podstawowe potrzeby skazanych takie jak jedzenie, prysznic, odwiedziny czy możliwość trenowania na siłowni zwracając jednocześnie uwagę na zagrożenia płynące ze strony więźniów i ich odmiennych charakterów.
Do dyspozycji gracza pozostają oddani pracownicy więzienia tacy jak: nadzorcy, lekarze, księgowe, prawnicy czy strażnicy, zadaniem tych ostatnich będzie uniemożliwianie więźniom bójek, morderstw, uzyskania kontrabandy czy ucieczki.
Po ostatnich aktualizacjach gra oferuje również tryb multiplayer.

## Odbiór gry
Mimo iż gra była wciąż w fazie wczesnego dostępu według danych na styczeń 2015 sprzedano 1 066 233 egzemplarzy. W 2014 gra zdobyła 4 miejsce w kategorii najlepszej gry wczesnego dostępu Global Game Awards.